# Леоция скользкая
Лео́ция ско́льзкая, или студени́стая (лат. Leotia lubrica) — гриб-аскомицет из рода Леоция (Leotia) семейства Леоциевые (Leotiaceae).

## Описание

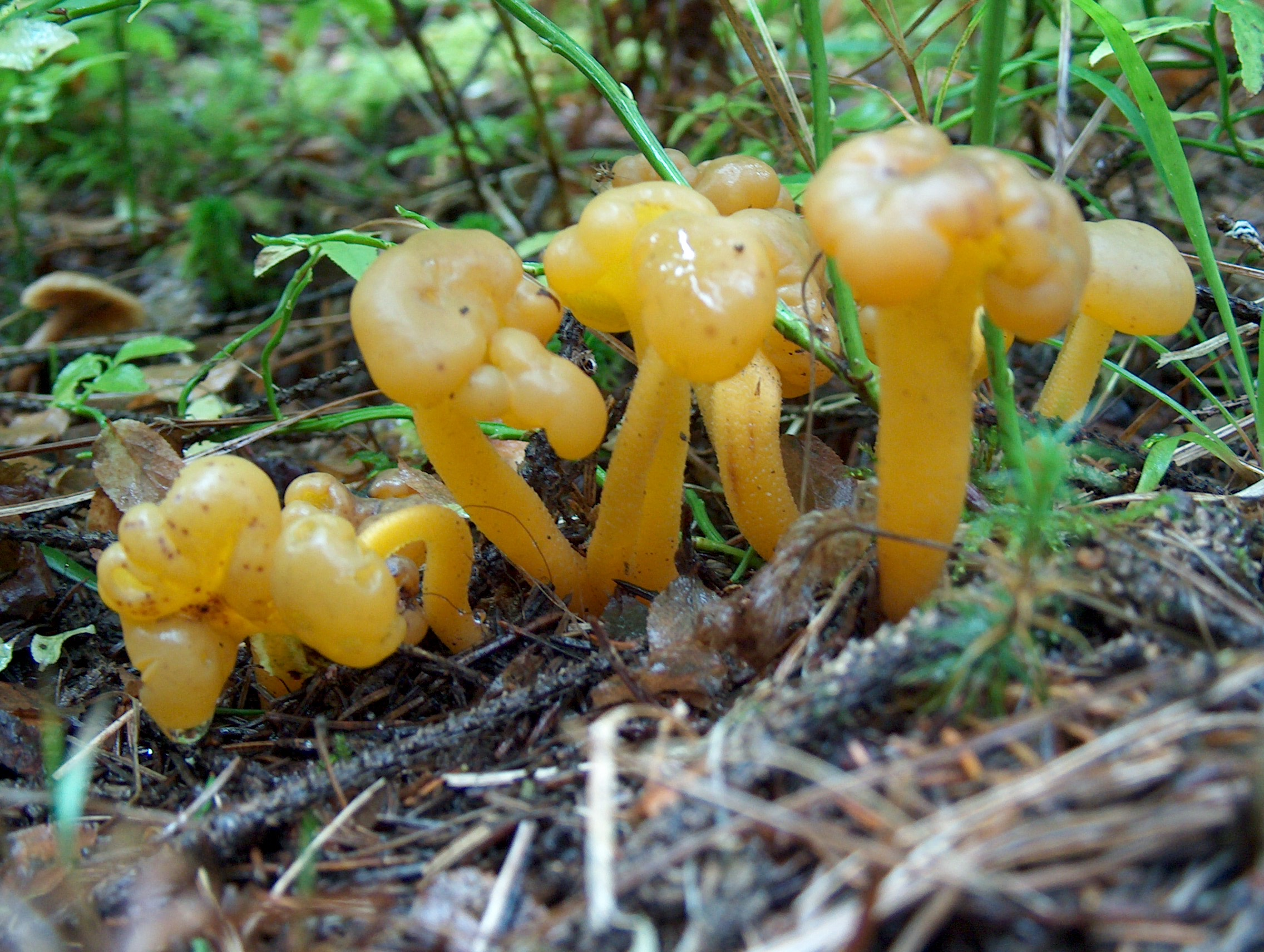

- Плодовые тела напоминают шляпконожечные.
- Шляпка 1—4 см в диаметре, разннообразна по форме, однако большей частью выпуклая, с гладкой или слабо морщинистой клейкой или слизистой, затем иногда высыхающей, поверхностью, желтовато-коричневого или коричневого цвета, иногда с зеленоватым оттенком, с подвёрнутым краем. Нижняя сторона шляпки гладкая, светлая.
- Мякоть желеобразная, без особого запаха и вкуса.
- Ножка 2—8 см длиной и до 1 см толщиной, немного сужающаяся кверху, нередко полая. Поверхность ножки гладкая или покрытая мелкими чешуйками, окрашена под цвет шляпки или светлее, в начале развития гриба слизистая или липкая.
- Споровый порошок белого цвета. Споры бесцветные, 16—28×4—6 мкм, веретеновидной формы, нередко изогнутые, с гладкой поверхностью.
- Встречается группами в широколиственных и хвойных лесах. В 1981 году найдена под пятисантиметровым слоем песка. Сапротроф.
- Съедобна, но редко собирается из-за студенистой мякоти.

## Сходные виды
- Coryne atrovirens и Leotia viscosa отличаются тёмно-зелёными шляпками.